# Kempen
Kempen település Németországban, azon belül Észak-Rajna-Vesztfália tartományban. Lakosainak száma 34 888 fő (2023. december 31.).

## Népesség
A település népességének változása:
| Lakosok száma | 29 677 | 34 630 | 34 711 | 34 597 | 34 597 | 34 562 | 34 841 | 34 888 |
|               | 1975   | 2014   | 2017   | 2018   | 2019   | 2021   | 2022   | 2023   |